# Mark Pellington
Mark Pellington (Baltimore, Maryland, 1962. március 17. –) amerikai filmrendező, forgatókönyvíró, producer és színész.
Édesapja, Bill Pellington, a Baltimore Colts amerikaifutball-csapat legendás vonalbírója.
Felesége Jennifer Barrett (2004. július 30-án meghalt).

## Élete
A Szent Pál-fiúiskolába járt Brooklandvilleben, ami Marylandben található. Az iskolával még most is jó a kapcsolata, alkalmanként visszajár meglátogatni az iskolát és beszélget a diákokkal.
A virginiai egyetemen retorika diplomát szerzett.
1992-ben a U2 „One” című számához rendezett videóklipet.
1993-ban a „Father’s Daze” című 30 perces rövidfilmet rendezte, ami a saját édesapja Alzheimer-kór elleni harcát mutatja be. Az MTV Music Awardson díjat nyert a Pearl Jam „Jeremy” videójának készítéséért.
1995-ben készítette a „The Word” című rövidfilmet, ami része a „The United States of Poetry” sorozatnak. Ebben a kisfilmben Johnny Depp és Jimmy Carter is feltűnik.
1996-ban kapott egy kis szerepet a „Jerry Maguire – A nagy hátraarc” című alkotásban.
1997-ben rendezte Jon Bon Jovi „Destination Anywhere” című videóklipjét.
Ugyanebben az évben a „Going all the way” című filmjével debütált és a „Homicide: Life on the Street” egyik epizódját készítette.
1998-ban a provokatív thrillert, az „Arlington Road”-ot alkotta meg.
2002-ben az igaz történet alapján készült „The Mothman Prophecies” filmnek a rendezője volt.
2005. április 22-én a Szent Pál-iskola neki ítélte az „öregdiák díjat”. Egyrészt, mert az iskolai közösséget támogatja, másrészt pedig az eredményes karrierje miatt.

## Filmjei

### Producerként
1. Electric God (2007)
2. Time Well Spent (2004)
3. Döglött akták (2003) tévésorozat
4. Day by Day: A Director’s Journey Part I (2003)
5. Day by Day: A Director’s Journey Part II (2003)
6. OT: Our Town (2002)
7. No Maps for These Territories (2000)

### Rendezőként
1. Electric God (2007)
2. Döglött akták (2003) tévésorozat
3. Day by Day: A Director’s Journey Part I (2003)
4. Day by Day: A Director’s Journey Part II (2003)
5. The Mothman Prophecies (2002)
6. Arlington Road (1999)
7. Pearl Jam: Single Video Theory (1998)
8. Destination Anywhere (1997)
9. Going All the Way (1997)
10. „United States of Poetry” (1995) tévésorozat
11. „Homicide: Life on the Street” (1993) tévésorozat
12. Punch and Judy Get Divorced (1992)
13. U2: Achtung Baby (1992)

### Színészként
1. The Mothman Prophecies (2002) (A csapos)
2. Almost Famous (2000) (Freddy)
3. Jerry Maguire – A nagy hátraarc (1996) (Bill Dooler)

### Íróként
1. Destination Anywhere (1997)